# 望京南駅
望京南駅（ぼうけいみなみえき）は、中華人民共和国北京市朝陽区に位置する北京地下鉄14号線の駅である。

## 駅構造

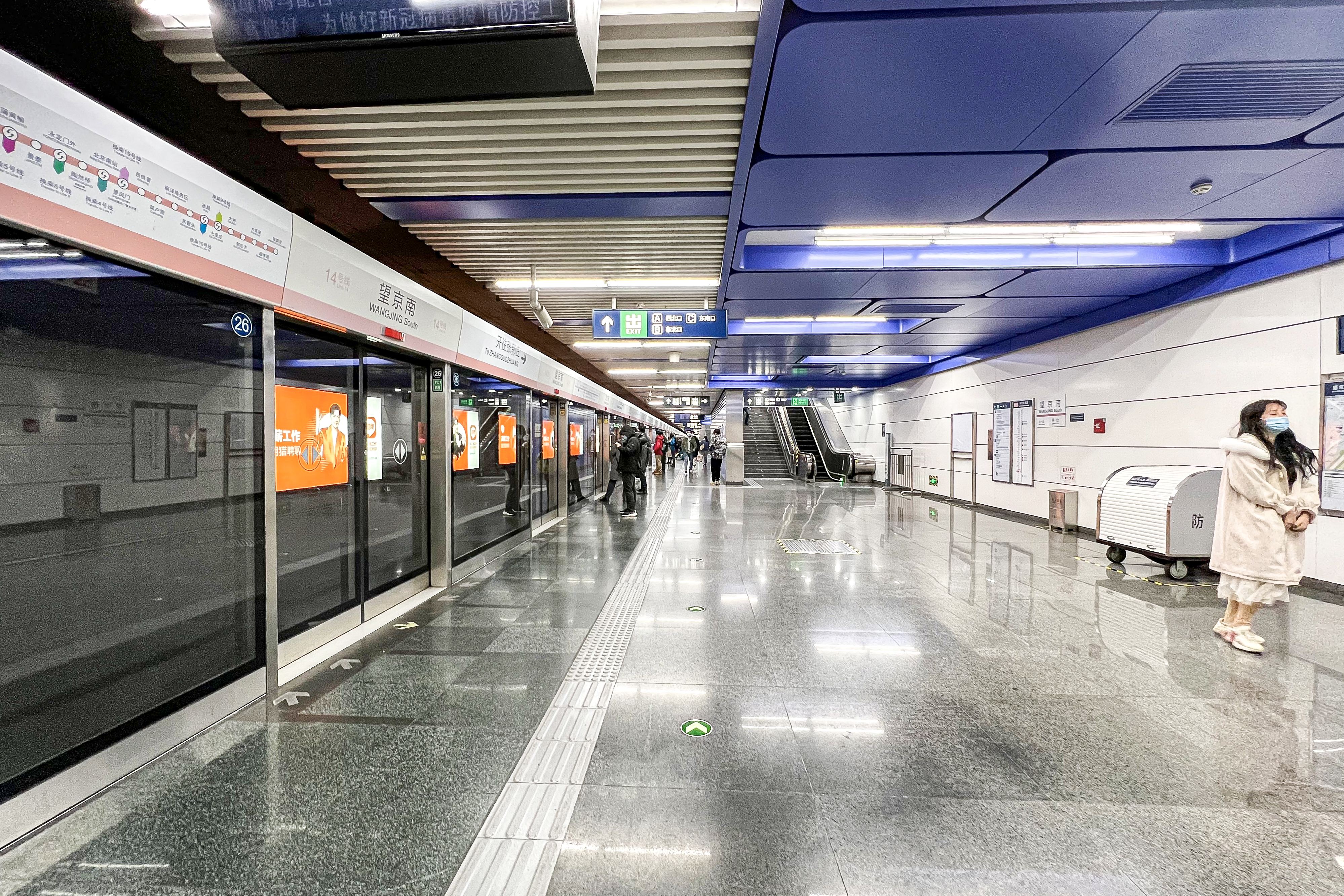
ホーム

相対式ホーム2面2線を有する地下駅。開業当初からホームドア設置。

## 駅周辺
- G101国道
- 798芸術区

## 歴史
- 2014年12月28日 - 北京地下鉄14号線が開業。

## 隣の駅
北京地下鉄
■14号線
高家園駅 - 望京南駅 - 阜通駅